# 메탈슬러그 어드밴스
《메탈슬러그 어드밴스》(Metal Slug Advance)는 게임보이 어드밴스용으로 제작된 메탈슬러그 시리즈의 스핀오프 게임으로 기존의 스토리와는 다소 다른 전개를 보인다.
주인공 또한 기존의 4인방(마르코 롯시,타마 로빙,에리 카사모토,피오 제르미)이나 메탈슬러그 4의 플레이어블 캐릭터인 트레버 스페이시,나디아 커셀이 아닌 새로운 캐릭터(남자 1명, 여자 1명)인 월터 라이언과 타이라 엘슨이 추가되었으며 젝스키스의 이재진이 산업기능요원으로 복무했던 메탈슬러그4의 공동 제작사 메가 엔터프라이즈에서 파생되었으며 전반적으로 메탈슬러그의 분위기를 잘살린 작품이다. 다만 타격감이나 모션등에서 기존의 작품보다 뒤떨어지는 모습을 보이거나 그래픽 화질 해상도와 색 톤이 떨어진다.